# Basabi Nandi
Basabi Nandi (Dhaka, 5 de diciembre de 1935 – 22 de julio de 2018) fue una actriz y cantante india en idioma bengalí. Ganó el Premio a la Mejor actriz de reparto en el Bengal Film Journalists' Association por la película Bon Palashir Padabali de 1974.

## Carrera
El padre de Nandi fue B.L. Nandi, un reputado doctor en Dhaka. Estudió en la Escuela secundaria de niñas misioneras unidas
en Kolkata. Nandi estaba interesada en las canciones y las danzas tradicionales desde que era pequeña. Aprendió las canciones bengalíes de Satinath Mukhopadhay y Utpala Sen y recibió lecciones de Gavindan Kutty. Se debut en el cine llegaría cuando Ananta Singh le escogió para su película Jamalaye Jibanta Manush en 1958. También actuó con Uttam Kumar en algunas películas. Nandi actuó como cantante de playback y publicó sus propios discos musicales.

## Filmografía
- Jamalaye Jibanta Manush
- Mriter Martye Agaman
- Abhaya O Srikanta
- Sakher Chor
- Do Dilon Ki Dastaan (Hindi)
- Baghini
- Nabaraag
- Kaya Hiner Kahini
- Bon Palashir Padabali
- Aami Sirajer Begum
- Rodanbhara Basanta
- Sei Chokh
- Rater Kuheli
- Shatru Pakhha
- Gajamukta
- Aami Se O Sakha